# Gare d’Avenay
Gare d’Avenay vasútállomás Franciaországban, Avenay-Val-d'Or településen.

## Vasútvonalak
Az állomást az alábbi vasútvonalak érintik:
- Épernay–Reims-vasútvonal

## Kapcsolódó állomások
A vasútállomáshoz az alábbi állomások vannak a legközelebb:
- Gare d’Ay
- Gare de Germaine